# Ugunskrusts
L'Ugunskrusts (creu de foc en letó) fou un partit polític nacionalista d'extrema dreta que va sorgir a Letònia i va existir del 1932 al 1933. Durant aquest període, el seu fundador, Gustavs Celmins, en fou el líder. Després que el moviment va ser prohibit, l'organització va canviar el seu nom a Perkonkrusts (creu de tro) i va prendre el relleu del 1932 al 1944, també dirigida per Gustav Celmins i després per Igors Siskins.